# Stacey Milbern

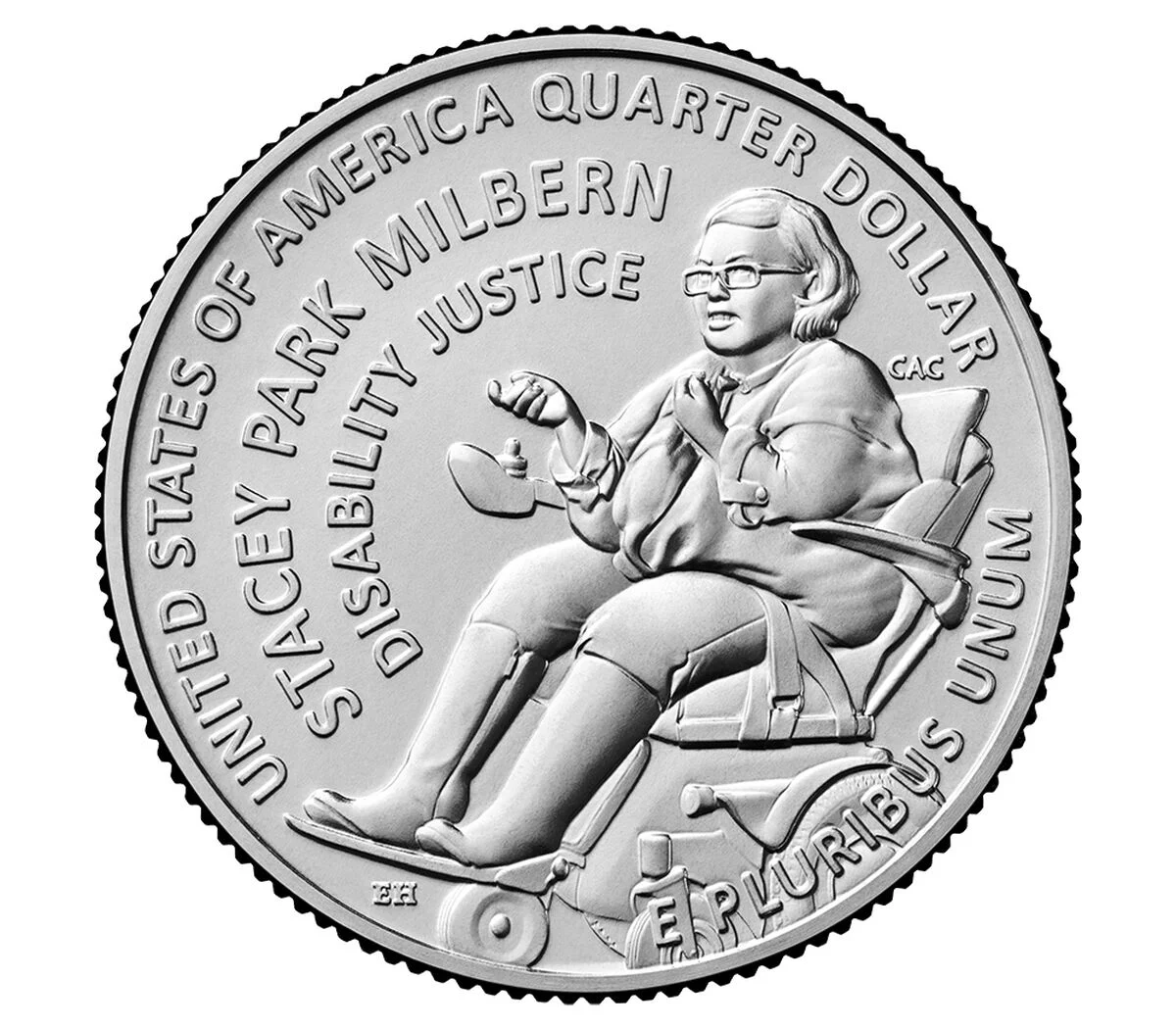
Stacey Milbern abgebildet auf einem US-Vierteldollar

Stacey Park Milbern (* 19. Mai 1987 in Seoul, Korea; † 19. Mai 2020 in Stanford, Kalifornien, Vereinigte Staaten) war eine queere, koreanisch-amerikanische Behindertenrechtsaktivistin, die die Behindertenrechtsbewegung mitbegründete und ihr Leben der Verteidigung marginalisierter Gemeinschaften widmete.

## Leben und Werk
Milbern war eines von zwei Kindern einer Koreanerin und eines amerikanischen Vaters, der in der US-Armee diente. Sie wuchs in Fort Bragg (North Carolina) auf. Da sie an Kongenitaler Muskeldystrophie litt, war sie an ein Beatmungsgerät und einen Elektrorollstuhl gebunden. Sie studierte Politikwissenschaften und erhielt 2009 ihren Bachelor of Art von der Methodist University und 2015 ihren Master-Abschluss am Mills College.
Milbern begann im Alter von 16 Jahre, sich für Gerechtigkeit für Behinderte einzusetzen. Sie wurde
Community Outreach Director für das National Youth Leadership Network und gründete das North Carolina Youth Leadership Forum und des Disabled Young People's Collective. Der Gouverneur von North Carolina berief sie von 2004 bis 2010 in den Statewide Independent Living Council und von 2006 bis 2008 in die North Carolina Commission for the Blind.
Milbern gilt als Vorreiterin der Behindertengerechtigkeitsbewegung, die 2005 durch eine Diskussion zwischen queeren, behinderten Aktivistinnen, darunter auch Milbern, ins Leben gerufen wurde. Im selben Jahr gründete sie gemeinsam mit einer Gruppe queerer, beeinträchtigter Menschen den Disability Justice Culture Club (DJCC) in Oakland. 2007 war sie maßgeblich an der Ausarbeitung und Verabschiedung des Gesetzes von North Carolina beteiligt, das den Oktober zum „Monat der Geschichte und des Bewusstseins für Behinderung“ erklärte und vorschrieb, dass Behindertengeschichte an allen Schulen unterrichtet werden muss.
2011 zog sie im Alter von 24 Jahren nach Kalifornien, das zu den großzügigsten Bundesstaaten gehörte, was die Leistungen für häusliche Pflege angeht. Sie arbeitete dort in der Personalabteilung einer Bank und wurde Programmdirektorin am Center of Independent Living in Berkeley. 2014 wurde Milbern von Präsident Barack Obama in das President’s Committee for People with Intellectual Disabilities berufen und fungierte als Beraterin für die nationale Regierung.
2017 war Milbern eine der vielen Stimmen, die sich gegen die vorgeschlagenen Pläne zur Ersetzung und Aufhebung des Affordable Care Act aussprachen, der erhebliche Kürzungen der Mittel für Menschen mit Behinderungen, einschließlich der Unterstützung durch Pflegekräfte, mit sich brachte. Aus eigener Erfahrung erzählte Milbern, dass sie nur dank einer Pflegekraft jeden Tag zur Arbeit gehen konnte.
2020 gründete sie zu Beginn der COVID-19-Pandemie mit Freunden den Disability Justice Culture Club und stellten Kits mit wichtigen Hilfsmitteln wie Masken und Handdesinfektionsmittel zusammen, um sie in Oakland zu verteilen. In der Zeit erhielt sie die Diagnose Nierenkrebs und erfuhr, dass eine geplante Operation zur Entfernung des Krebses aufgrund von Ausgangssperren verschoben werden musste.
2020 starb sie an ihrem 33. Geburtstag im Stanford Hospital an den Folgen einer Operation.
Milbern war auch Teil des Disability Visibility Project 2020. Diese Kampagne entstand, nachdem der kalifornische Energieversorger Pacific Gas and Electric im Herbst 2019 Tausenden von Haushalten den Strom abgestellt hatte, um Waldbrände zu bekämpfen. Power to Live trat in Aktion, verteilte medizinisches Material, Generatoren, Eis und sorgte schließlich dafür, dass Menschen mit Beatmungsgeräten und anderen medizinischen Geräten Zugang zu Strom hatten. Zu diesem Zeitpunkt war Milbern nicht nur in Kalifornien zu einer Anführerin der Behindertengerechtigkeitsbewegung geworden.
Zu den bekanntesten Projekten von Milbern gehörte die Tätigkeit als Impact Producer für die 2020 erschienene Netflix-Dokumentation Crip Camp: A Disability Revolution unter der Regie von Jim LeBrecht und Nicole Newnham. Der Film erzählt
die Geschichte eines Sommercamps im Norden des Staates New York in den frühen 1970er-Jahren, das als Startrampe für die damals aufkeimende Behindertenrechtsbewegung diente. Crip Camp wurde für einen Oscar nominiert. Als Impact Producer entwickelte Milbern eine virtuelle Vortragsreihe, um für den Film zu werben.

## Ehrungen (Auswahl)
- Am 19. Mai 2022 erschien zu ihrem 35. Geburtstag  ein Google Doodle.[14]
- 2025 wurde sie im Rahmen des  American Women Quarters™-Programm auf einem US-Vierteldollar geehrt.[15]